# Suprastrat (lingvistică)
În lingvistica istorică și în sociolingvistică, termenul „suprastrat” sau „superstrat” denumește o limbă care influențează altă limbă. Definirea sa mai exactă este diferită la diverși autori.

## În lingvistica istorică
Pentru unii lingviști, suprastratul este o limbă care intervine în aria altei limbi fără să o înlocuiască, și care poate dispărea până la urmă, lăsând totuși urme în această limbă. De exemplu, limbile germanice din Evul Mediu au dispărut, dar au exercitat o influență relativ importantă asupra limbii galo-romane vorbite în jumătatea de nord a Franței actuale, devenind astfel suprastratul viitoarei limbi franceze. Acest suprastrat a fost unul din factorii care au contribuit la diferențierea dialectelor nordice ale limbii galo-romane de cele din sud, care au format limba occitană.
Alți autori lărgesc accepțiunea de mai sus a suprastratului și la împrumuturile făcute de o limbă după formarea ei, inclusiv pe cale savantă. Astfel, în evoluția limbii române s-ar putea vorbi de suprastraturile albanez, slav, maghiar, turc, neogrec, german, italian, latin savant și francez.
Exemple de suprastraturi istorice și totodată actuale sunt limbi ca engleza, franceza, araba etc., cu influența lor asupra limbilor unor populații autohtone, ca rezultat al unei dominații politice, economice sau culturale.

## În sociolingvistică
În această ramură a lingvisticii se consideră suprastrat o limbă care domină altă limbă și rămâne dominantă. În urma contactului și interferenței între o limbă suprastrat și o limbă autohtonă, care în acest caz constituie un substrat, se poate forma o varietate a limbii suprastrat, cum sunt în India Indian English, mai apropiată de engleza standard, și Hinglish, mai puternic influențată de substrat, iar în Singapore Singapore English și Singlish.
Tot pe limbi substrat și limbi suprastrat se bazează idiomurile numite pidginuri și cele numite limbi creole. Între aceste două tipuri de idiomuri limitele nu sunt nete. Un pidgin este folosit în comunicarea între vorbitori cu limbi materne diferite, fără să aibă vorbitori nativi, dar poate deveni o limbă creolă, care este și limbă maternă. Un asemenea idiom este tok pisin, vorbit în Papua Noua Guinee, considerat „pidgin și limbă creolă” de către Bussmann 1998. Exemple de limbi creole propriu-zise sunt cea haitiană, cu suprastrat francez, sau cea vorbită în Hawaii, cu suprastrat englez.